# Saint-Victor-sur-Arlanc
Saint-Victor-sur-Arlanc é uma comuna francesa na região administrativa de Auvérnia-Ródano-Alpes, no departamento de Alto Loire. Estende-se por uma área de 12,33 km². Em 2010 a comuna tinha 93 habitantes (densidade: 7,5 hab./km²).